# دردار صفاحي
دردار صفاحي (الاسم العلمي: Ulmus lamellosa) هو نوع نباتي يتبع جنس الدردار من فصيلة الدردارية.